# Saint-Jean-Ligoure
Saint-Jean-Ligoure is een gemeente in het Franse departement Haute-Vienne (regio Nouvelle-Aquitaine) en telt 419 inwoners (1999). De plaats maakt deel uit van het arrondissement Limoges.

## Geografie
De oppervlakte van Saint-Jean-Ligoure bedraagt 31,1 km², de bevolkingsdichtheid is 13,5 inwoners per km².
De onderstaande kaart toont de ligging van Saint-Jean-Ligoure met de belangrijkste infrastructuur en aangrenzende gemeenten.

## Demografie
Onderstaande figuur toont het verloop van het inwonertal (bron: INSEE-tellingen).